# Eva Peterková
Eva Peterková (* 14. prosince 1942) byla česká a československá politička a bezpartijní poslankyně Sněmovny národů Federálního shromáždění za normalizace.

## Biografie
K roku 1976 se profesně uvádí jako technická pracovnice v zemědělství.
Ve volbách roku 1976 zasedla do české části Sněmovny národů (volební obvod č. 17 – Příbram, Středočeský kraj). Ve Federálním shromáždění setrvala do konce funkčního období, tedy do voleb roku 1981.